# Cythereinae
Sous-famille
Les Cythereinae sont une sous-famille d'insectes diptères brachycères asilomorphes de la famille des Bombyliidae.

## Liste des genres
Selon BioLib (29 mars 2022) :
- genre Amictus Wiedemann, 1817
- genre Callostoma Macquart, 1840
- genre Chalcochiton Loew, 1844
- genre Cyllenia Latreille, 1802
- genre Cytherea Fabricius, 1794
- genre Enica Macquart, 1834
- genre Gyrocraspedum Becker, 1912
- genre Neosardus Roberts, 1929
- genre Nomalonia Rondani, 1863
- genre Pantarbes Osten Sacken, 1877
- genre Sericosoma Macquart, 1850
- genre Sericothrix Hall, 1976
- genre Sinaia Hermann, 1909
- genre Sphenoidoptera Williston, 1901

### Liste des genres fossiles
- genre † Amictites Hennig, 1966
- genre † Glaesamictus Hennig, 1966
- genre † Palaeoamictus Meunier, 1916
- genre † Paleolomatia Nel, 2008 dans la sous-famille Lomatiinae en 2023 selon TPDB
- genre † Praecytherea Théobald, 1937